# Sam Reimer
Sam Reimer (Canadá, 8 de octubre de 2002) es un jugador profesional canadiense de rugby que se desempeña en la posición de medio scrum en Utah Warriors, equipo perteneciente a la liga Major League Rugby.

## Carrera
En 2021, Reimer se unió al equipo Toronto Arrows (2021-2022), después pasó a Lindfield Rugby Club (2022-2023), luego a Utah Warriors, disputando su segunda temporada en la Major League Rugby. También fue parte de la Selección juvenil de rugby de Canadá.